# ビューラー (カンザス州)
ビューラー (Buhler) は、アメリカ合衆国カンザス州リノ郡の都市。人口は2000年の国勢調査で1,358人であった。 

## 地理
ビューラーは北緯38度8分17秒 西経97度46分22秒 / 北緯38.13806度 西経97.77278度 (38.138147, -97.772891)に位置する。国勢調査局によると、市は0.6 平方マイル (1.5 km2) の面積をもち、全てが陸地である。

## 人口
2000年の国勢調査によれば、人口は1,358人、478世帯、371の家族が市内に居住する。人口密度は1平方マイル当たり2,312.5人 (888.7/km2) である。
住宅単位は409億平方キロメートル当たりの平均の密度であった。ビューラーの人種構成は白人が98.45％・アフリカ系アメリカ人0.15％ネイティブアメリカンが2%・アジア系が0.07%・ラテン系が1.18%だった。478 世帯のうち 38.7 ％に18 歳未満の子供がおり、70.3 ％が夫婦一緒に生活。5.9 ％が女性世帯主である。22.2%がそれ以外の家族構成である。一人暮らしで65歳以上の高齢者は9.8%である。ビューラーの世帯の平均年収入は3,692,639 円で家族の平均年収入は4236066円である。男性は平均年収入が2677032円・女性は1723963円である。市内の1人当たりの平均年収入は1,530,235円である。

## 参照
1. 1 2   American FactFinder, United States Census Bureau 2008年1月31日閲覧。
2. ↑   US Board on Geographic Names, United States Geological Survey, (2007-10-25) 2008年1月31日閲覧。
3. ↑   US Gazetteer files: 2010, 2000, and 1990, United States Census Bureau, (2011-02-12) 2011年4月23日閲覧。